# Silversun Pickups
Silversun Pickups, kurz SSPU, ist eine US-amerikanische Indie-Rock-Band aus Los Angeles, die bei Dangerbird unter Vertrag steht.
Die Band veröffentlichte in der Besetzung Brian Aubert (Gesang, Gitarre), Nikki Monninger (Bass, Gesang), Christopher Guanlao (Schlagzeug) und Joe Lester (Keyboard) ihre Debüt-EP Pikul im Juli 2005. Das erste Album Carnavas folgte im Juli 2006. Es erreichte Platz 1 der Billboard-Heatseekers-Charts und Platz 80 der amerikanischen Album-Charts.

## Diskografie

### Alben
- Carnavas (2006)
- Swoon (2009)
- Neck of the Woods (2012)
- The Single Collection (2014)
- Better Nature (2015)
- Widow’s Weeds (2019)
- Physical Thrills (2022)

### EPs
- Pikul (EP, 2005)
- Seasick (EP, 2011)
- Better Nature (Revisited) (EP, 2017)

### Singles
- Future Foe Scenarios (2007)
- Lazy Eye (2007) (US: ×2Doppelplatin )
- Little Lovers So Polite (2007)
- Well Thought Out Twinkles (2008)
- Panic Switch (2009)
- Toy Soldiers (2020)